# 국원고등학교
국원고등학교(國原高等學校)는 대한민국 충청북도 충주시 봉방동에 있는 공립 고등학교이다.

## 학교 연혁
- 1930년 5월 5일 : 충주공립농업학교 개교(3년제 농업과 3학급)
- 1951년 8월 31일 : 충주농업고등학교로 개칭(6학급)
- 1960년 12월 30일 : 충주실업고등학교로 개칭(21학급)
- 1980년 3월 1일 : 충주농업고등학교로 개칭(24학급)
- 2013년 3월 1일 : 국원고등학교로 개칭
- 2015년 3월 1일 : 행복씨앗학교 운영학교 지정
- 2015년 3월 2일 : 한빛학사(기숙사) 신축 개관
- 2021년 3월 1일 : 제37대 윤종원 교장 부임
- 2024년 1월 10일 : 제90회 졸업 146명(총 16,555명)
- 2024년 3월 4일 : 2024학년도 입학(6학급 160명)

## 참고 자료
- 국원고등학교 - 한국교육학술정보원 학교알리미